# Inglaterra en la Copa Mundial de Fútbol de 2006
La selección de Inglaterra fue uno de los 32 países participantes de la Copa Mundial de Fútbol de 2006, realizada en Alemania.
A pesar de ser una de las selecciones favoritas en los últimos campeonatos mundiales, la selección inglesa no había podido alcanzar un lugar destacado. En esta oportunidad, Inglaterra llegaba con una serie de jugadores de gran calidad, liderados por el popular David Beckham en la que sería su última oportunidad de reivindicarse tras los magros resultados obtenidos en sus dos mundiales previos. Sin embargo, las lesiones mermarían fuertemente al equipo. La promesa, Wayne Rooney, sufrió de una lesión dos meses previo al torneo lo que puso en jaque su participación, mientras Michael Owen sufrió una grave lesión en el tercer partido del torneo que lo dejó incapacitado de poder continuar.
En el Grupo B, Inglaterra se enfrentó a Paraguay, Suecia y Trinidad y Tobago. En el primer encuentro, un autogol de Carlos Gamarra a los 3' permitió la victoria inglesa en un deslucido partido. Ante los trinitarios, Inglaterra nuevamente apareció extremadamente defensiva y retraída, apareciendo su artillería en los últimos minutos para conseguir el 2:0 que les daría la clasificación. Luego de enfrentar a dos rivales que casi no intimidaron a los ingleses, Suecia logró poner en aprietos a los Leones. Ambos equipos demostraron una gran calidad de juego y el partido terminó 2:2 con goles de los juveniles Joe Cole y Steven Gerrard.
En octavos de final, Inglaterra enfrentó a Ecuador. Nuevamente, Inglaterra utilizó las tácticas de sus primeros partidos y el encuentro terminó con gol de Beckham desde tiro libre.
Esta actitud extremadamente conservadora (característica del entrenador Sven-Göran Eriksson) chocaría con la fuerza de Portugal, el rival en cuartos de final. El encuentro fue muy parejo, por lo que Inglaterra debió salir a buscar espacios, los cuales eran cerrados tanto por la defensa como por el arquero luso, Ricardo Pereira. A los 52', Beckham se retiraría por problemas de salud y la escuadra británica se vería aún más afectada cuando a los 62', Wayne Rooney sería expulsado tras pisar en los testículos al portugués Ricardo Carvalho luego de que éste cayera al intentar frenar el ataque del inglés. A pesar de la desventaja, Inglaterra logró detener el avance portugués, llegando a la instancia de penales. Allí, Pereira logró atajar tres tiros (a excepción del de Owen Hargreaves) lo que le dio la ventaja a los portugueses que ganaron la tanda por 3:1, eliminando de esta forma al combinado de Inglaterra.

## Clasificación

### Grupo 6
| Pos. | Equipo            | Pts. | PJ | G | E | P | GF | GC | Dif. | Clasificación |     | ENG | POL | AUT | NIR | WAL | AZE |
| ---- | ----------------- | ---- | -- | - | - | - | -- | -- | ---- | ------------- | --- | --- | --- | --- | --- | --- | --- |
| 1    | Inglaterra        | 25   | 10 | 8 | 1 | 1 | 17 | 5  | +12  | Clasificados  |     | —   | 2–1 | 1–0 | 4–0 | 2–0 | 2–0 |
| 2    | Polonia           | 24   | 10 | 8 | 0 | 2 | 27 | 9  | +18  | Clasificados  |     | 1–2 | —   | 3–2 | 1–0 | 1–0 | 8–0 |
| 3    | Austria           | 15   | 10 | 4 | 3 | 3 | 15 | 12 | +3   |               |     | 2–2 | 1–3 | —   | 2–0 | 1–0 | 2–0 |
| 4    | Irlanda del Norte | 9    | 10 | 2 | 3 | 5 | 10 | 18 | −8   |               | 1–0 | 0–3 | 3–3 | —   | 2–3 | 2–0 |     |
| 5    | Gales             | 8    | 10 | 2 | 2 | 6 | 10 | 15 | −5   |               | 0–1 | 2–3 | 0–2 | 2–2 | —   | 2–0 |     |
| 6    | Azerbaiyán        | 3    | 10 | 0 | 3 | 7 | 1  | 21 | −20  |               | 0–1 | 0–3 | 0–0 | 0–0 | 1–1 | —   |     |

 Fuente: 

## Jugadores
Datos corresponden a situación previo al inicio del torneo
| #  | Nombre              | Posición      | Edad | PJ Sel | Club              |
| -- | ------------------- | ------------- | ---- | ------ | ----------------- |
| 1  | Paul Robinson       | Portero       | 26   | 21     | Tottenham Hotspur |
| 2  | Gary Neville        | Defensa       | 31   | 79     | Manchester United |
| 3  | Ashley Cole         | Defensa       | 25   | 46     | Arsenal           |
| 4  | Steven Gerrard      | Mediocampista | 26   | 42     | Liverpool         |
| 5  | Rio Ferdinand       | Defensa       | 27   | 47     | Manchester United |
| 6  | John Terry          | Defensa       | 25   | 24     | Chelsea           |
| 7  | David Beckham       | Mediocampista | 31   | 89     | Real Madrid       |
| 8  | Frank Lampard       | Mediocampista | 27   | 40     | Chelsea           |
| 9  | Wayne Rooney        | Delantero     | 20   | 29     | Manchester United |
| 10 | Michael Owen        | Delantero     | 26   | 77     | Newcastle United  |
| 11 | Joe Cole            | Mediocampista | 24   | 32     | Chelsea           |
| 12 | Sol Campbell        | Defensa       | 31   | 68     | Arsenal           |
| 13 | David James         | Portero       | 35   | 34     | Manchester City   |
| 14 | Wayne Bridge        | Defensa       | 25   | 24     | Fulham            |
| 15 | Jamie Carragher     | Defensa       | 28   | 25     | Liverpool         |
| 16 | Owen Hargreaves     | Mediocampista | 25   | 30     | Bayern Múnich     |
| 17 | Jermaine Jenas      | Mediocampista | 23   | 15     | Tottenham Hotspur |
| 18 | Michael Carrick     | Mediocampista | 24   | 6      | Tottenham Hotspur |
| 19 | Aaron Lennon        | Mediocampista | 19   | 1      | Tottenham Hotspur |
| 20 | Stewart Downing     | Mediocampista | 21   | 2      | Middlesbrough     |
| 21 | Peter Crouch        | Delantero     | 25   | 7      | Liverpool         |
| 22 | Scott Carson        | Portero       | 20   | 0      | Liverpool         |
| 23 | Theo Walcott        | Delantero     | 17   | 1      | Arsenal           |
| DT | Sven-Göran Eriksson |               |      |        |                   |

## Participación

### Enfrentamientos previos
| Fecha                   | Lugar      |            |  | Resultado |  |           |
| ----------------------- | ---------- | ---------- |  | --------- |  | --------- |
| 12 de noviembre de 2005 | Ginebra    | Inglaterra |  | 3:2 (1:1) |  | Argentina |
| 1 de marzo de 2006      | Liverpool  | Inglaterra |  | 2:1 (0:1) |  | Uruguay   |
| 30 de mayo de 2006      | Mánchester | Inglaterra |  | 3:1 (0:0) |  | Hungría   |
| 3 de junio de 2006      | Mánchester | Inglaterra |  | 6:0 (4:0) |  | Jamaica   |

### Primera fase
| Equipo            | Pts | PJ | PG | PE | PP | GF | GC | Dif |
| ----------------- | --- | -- | -- | -- | -- | -- | -- | --- |
| Inglaterra        | 7   | 3  | 2  | 1  | 0  | 5  | 2  | +3  |
| Suecia            | 5   | 3  | 1  | 2  | 0  | 3  | 2  | +1  |
| Paraguay          | 3   | 3  | 1  | 0  | 2  | 2  | 2  | 0   |
| Trinidad y Tobago | 1   | 3  | 0  | 1  | 2  | 0  | 4  | -4  |

| 10 de junio de 2006, 15:00 | Inglaterra        | 1:0 (1:0) | Paraguay | Waldstadion, Fráncfort                                              |                                                                     |
|                            | Gamarra 2' (a.g.) | Reporte   |          | Asistencia: 48.000 espectadores Árbitro(s): Marco Antonio Rodríguez | Asistencia: 48.000 espectadores Árbitro(s): Marco Antonio Rodríguez |

| 15 de junio de 2006, 18:00 | Inglaterra                 | 2:0 (0:0) | Trinidad y Tobago | Frankenstadion, Núremberg                                 |                                                           |
|                            | Crouch 83' · Gerrard 90+1' | Reporte   |                   | Asistencia: 41.000 espectadores Árbitro(s): Tōru Kamikawa | Asistencia: 41.000 espectadores Árbitro(s): Tōru Kamikawa |

| 20 de junio de 2006, 21:00                                              | Suecia                    | 2:2 (0:1) | Inglaterra             | RheinEnergieStadion, Colonia                                |                                                             |
|                                                                         | Allbäck 51' · Larsson 90' | Reporte   | Cole 34' · Gerrard 85' | Asistencia: 45.000 espectadores Árbitro(s): Massimo Busacca | Asistencia: 45.000 espectadores Árbitro(s): Massimo Busacca |
| Marcus Allbäck anota el gol 2000 en la historia de las copas del mundo. |                           |           |                        |                                                             |                                                             |

### Octavos de final
| 25 de junio de 2006, 17:00 | Inglaterra  | 1:0 (0:0) | Ecuador | Gottlieb-Daimler-Stadion, Stuttgart                            |                                                                |
|                            | Beckham 60' | Reporte   |         | Asistencia: 52.000 espectadores Árbitro(s): Frank de Bleeckere | Asistencia: 52.000 espectadores Árbitro(s): Frank de Bleeckere |

### Cuartos de final
| 1 de julio de 2006, 17:00 | Inglaterra                                 | 0:0 (t. s.)(1:3 p.)        | Portugal                                          | Veltins-Arena, Gelsenkirchen                                 |                                                              |
|                           |                                            | Reporte                    |                                                   | Asistencia: 52.000 espectadores Árbitro(s): Horacio Elizondo | Asistencia: 52.000 espectadores Árbitro(s): Horacio Elizondo |
|                           |                                            | Tiros desde el punto penal |                                                   |                                                              |                                                              |
|                           | Lampard · Hargreaves · Gerrard · Carragher |                            | Simão · Hugo Viana · Petit · Postiga · C. Ronaldo |                                                              |                                                              |

### Participación de jugadores
| #  | Nombre          | Posición      | PJ | Min |    | Asist | Tiros  | Faltas |   |   |
| -- | --------------- | ------------- | -- | --- | -- | ----- | ------ | ------ | - | - |
| 2  | Gary Neville    | Defensa       | 2  | 210 | 0  | 0     | 0      | 2-4    | 0 | 0 |
| 3  | Ashley Cole     | Defensa       | 5  | 480 | 0  | 0     | 0      | 7-4    | 0 | 0 |
| 4  | Steven Gerrard  | Mediocampista | 5  | 411 | 2  | 0     | 0      | 6-2    | 1 | 0 |
| 5  | Rio Ferdinand   | Defensa       | 5  | 445 | 0  | 0     | 0      | 0-4    | 0 | 0 |
| 6  | John Terry      | Mediocampista | 5  | 480 | 0  | 0     | 1      | 8-7    | 2 | 0 |
| 7  | David Beckham   | Mediocampista | 5  | 407 | 1  | 2     | 7      | 5-4    | 0 | 0 |
| 8  | Frank Lampard   | Mediocampista | 5  | 480 | 0  | 0     | 24     | 12-5   | 1 | 0 |
| 9  | Wayne Rooney    | Delantero     | 4  | 252 | 0  | 0     | 5      | 1-3    | 0 | 1 |
| 10 | Michael Owen    | Delantero     | 3  | 115 | 0  | 0     | 3      | 2-1    | 0 | 0 |
| 11 | Joe Cole        | Mediocampista | 5  | 386 | 1  | 1     | 5      | 20-10  | 0 | 0 |
| 12 | Sol Campbell    | Defensa       | 1  | 35  | 0  | 0     | 0      | 1-0    | 0 | 0 |
| 14 | Wayne Bridge    | Defensa       | 0  | 0   | 0  | 0     | 0      | 0-0    | 0 | 0 |
| 15 | Jamie Carragher | Defensa       | 4  | 163 | 0  | 0     | 1      | 1-2    | 1 | 0 |
| 16 | Owen Hargreaves | Mediocampista | 4  | 308 | 0  | 0     | 0      | 2-14   | 2 | 0 |
| 17 | Jermaine Jenas  | Mediocampista | 0  | 0   | 0  | 0     | 0      | 0-0    | 0 | 0 |
| 18 | Michael Carrick | Mediocampista | 1  | 90  | 0  | 0     | 0      | 3-0    | 0 | 0 |
| 19 | Aaron Lennon    | Mediocampista | 3  | 104 | 0  | 0     | 1      | 4-2    | 0 | 0 |
| 20 | Stewart Downing | Mediocampista | 3  | 52  | 0  | 0     | 1      | 0-0    | 0 | 0 |
| 21 | Peter Crouch    | Delantero     | 4  | 323 | 1  | 0     | 11     | 5-13   | 1 | 0 |
| 23 | Theo Walcott    | Delantero     | 0  | 0   | 0  | 0     | 0      | 0-0    | 0 | 0 |
| #  | Nombre          | Posición      | PJ | Min |    | Prom. | Atajos | Faltas |   |   |
| 1  | Paul Robinson   | Portero       | 5  | 480 | -2 | -0,4  | 16     | 0-0    | 0 | 0 |
| 13 | David James     | Portero       | 0  | 0   | 0  | 0     | 0      | 0-0    | 0 | 0 |
| 22 | Scott Carson    | Portero       | 0  | 0   | 0  | 0     | 0      | 0-0    | 0 | 0 |

## Curiosidades
- En un concurso realizado por Hyundai, los aficionados de los equipos eligieron un lema para cada seleccionado, el cual sería colocado en los buses que transportarían a los jugadores a lo largo del país. El eslogan elegido para Inglaterra fue «One nation, one trophy, eleven Lions» (Una nación, un trofeo, once leones).[2]
- Inglaterra eligió la localidad de Bühl, en el estado de Baden-Württemberg, como su "cuartel" durante la realización del torneo.
- De los 23 jugadores de Inglaterra solo 2 no jugaban en su país: el capitán David Beckham y el centrocampista Owen Hargreaves.